# Isaac Okoro
Isaac Okoro (Atlanta, 26 januari 2001) is een Amerikaans basketballer die speelt als shooting guard voor de Cleveland Cavaliers.

## Carrière
Okoro speelde collegebasketbal voor de Auburn Tigers vooraleer hij zich kandidaat stelde voor de draft van 2020. Hij werd als vijfde gekozen in de eerste ronde door de Cleveland Cavaliers. Hij maakte zijn NBA-debuut op 23 december 2020 tegen de Charlotte Hornets. Aan het einde van het seizoen werd hij verkozen tot het NBA All-Rookie Second Team.

## Erelijst
- NBA All-Rookie Second Team: 2021

## Statistieken
| Legenda | Legenda                | Legenda | Legenda                 | Legenda | Legenda               |
| ------- | ---------------------- | ------- | ----------------------- | ------- | --------------------- |
| WG      | Wedstrijden gespeeld   | WS      | Wedstrijden als starter | MPW     | Minuten per wedstrijd |
| 2P%     | Twee-punterpercentage  | 3P%     | Drie-punterpercentage   | VW%     | Vrije-worppercentage  |
| RPW     | Rebounds per wedstrijd | APW     | Assists per wedstrijd   | SPW     | Steals per wedstrijd  |
| BPW     | Blocks per wedstrijd   | PPW     | Punten per wedstrijd    | Vet     | Hoogste in carrière   |

| Seizoen  | Team                | WG  | WS  | MPW  | 2P%  | 3P%  | FW%  | RPW | APW | SPW | BPW | PPW |
| -------- | ------------------- | --- | --- | ---- | ---- | ---- | ---- | --- | --- | --- | --- | --- |
| 2020/21  | Cleveland Cavaliers | 67  | 67  | 32,4 | 42,0 | 29,0 | 72,6 | 3,1 | 1,9 | 0,9 | 0,4 | 9,6 |
| 2021/22  | Cleveland Cavaliers | 67  | 61  | 29,6 | 48,0 | 35,0 | 76,8 | 3,0 | 1,8 | 0,8 | 0,3 | 8,8 |
| 2022/23  | Cleveland Cavaliers | 76  | 46  | 21,7 | 49,4 | 36,3 | 75,7 | 2,5 | 1,1 | 0,7 | 0,4 | 6,4 |
| 2023/24  | Cleveland Cavaliers | 69  | 42  | 27,3 | 49,0 | 39,1 | 67,9 | 3,0 | 1,9 | 0,8 | 0,5 | 9,4 |
| Carrière | Carrière            | 279 | 216 | 27,6 | 46,7 | 34,7 | 73,2 | 2,9 | 1,7 | 0,8 | 0,4 | 8,5 |

### Play-in
| Seizoen  | Team                | WG | WS | MPW  | 2P%  | 3P% | FW%  | RPW | APW | SPW | BPW | PPW |
| -------- | ------------------- | -- | -- | ---- | ---- | --- | ---- | --- | --- | --- | --- | --- |
| 2021/22  | Cleveland Cavaliers | 2  | 1  | 17,6 | 33,3 | 0   | 66,7 | 3,0 | 0,5 | 0   | 0   | 3,0 |
| Carrière | Carrière            | 2  | 1  | 17,6 | 33,3 | 0   | 66,7 | 3,0 | 0,5 | 0   | 0   | 3,0 |

### Playoffs
| Seizoen  | Team                | WG | WS | MPW  | 2P%  | 3P%  | FW%  | RPW | APW | SPW | BPW | PPW |
| -------- | ------------------- | -- | -- | ---- | ---- | ---- | ---- | --- | --- | --- | --- | --- |
| 2022/23  | Cleveland Cavaliers | 5  | 2  | 14,9 | 47,8 | 30,8 | 100  | 1,4 | 0,8 | 0,4 | 0,4 | 6,4 |
| 2023/24  | Cleveland Cavaliers | 12 | 7  | 21,9 | 35,7 | 25,7 | 77,8 | 1,8 | 1,1 | 0,9 | 0,3 | 5,5 |
| Carrière | Carrière            | 17 | 9  | 19,8 | 38,7 | 27,1 | 86,7 | 1,6 | 1,0 | 0,8 | 0,4 | 5,8 |